# Lindsay (Nebraska)
Lindsay est un village du comté de Platte, dans l'État du Nebraska, aux États-Unis. En 2020, il comptait une population de 283 habitants.